# Dokležovje
Dokležovje (Duits: Neufellsdorf) is een plaats in Slovenië en maakt deel uit van de gemeente Beltinci in de NUTS-3-regio Pomurska. De plaats telde 874 inwoners op 1 januari 2020.